# Легат (римське право)
Лега́т (від лат. legatum, від legare — «наказувати», «призначати», «делегувати») у римському праві — спеціальна форма в письмовому або усному заповіті, що визначала дар (спадок) на користь певної особи (легатарія), яка не була головним спадкоємцем. Зазначена у легатумі особа повинна була мати досконалу пасивну заповідальну здатність.
Легатарій отримував легат після виплати зі спадкової маси всіх боргів заповідача. Розмір цього дару вираховувався зі спадкової маси, що залишилася і лише після такого відрахування наставала черга інших спадкоємців. Легатарієм часто була церква чи конкретний храм. Також Веспасіан був легатом.
Спеціальна вказівка в заповіті (легат) могла передбачати:
- Передачу на користь легатарія речі або речового права (сервітуту);
- Надання легатарію зобов'язань, що випливають зі спадщини;
- Обов'язок легатарія не перешкоджати здійсненню іншим спадкоємцями.

Заповідальні подарунки (легати) перетворилися у форму позбавлення або істотного обмеження для законних спадкоємців можливості отримання спадщини. Це викликало правові обмеження розмірів легата. Згідно з законом Фальцідія (I ст. до н. е.) загальний розмір легатів не міг перевищувати 3/4 спадщини. Пізніше легат заборонили поширювати на майно, що представляє особливу цінність для сім'ї або спадкоємців. Обходом подібних обмежень став  давньоримський фідеікоміс (не плутати з пізнішим німецьким фідеікомісом, який унеможливлював відчуження спадкоємцями значимого майна).